# ŽRK Zrinski Čakovec
ŽRK Zrinski Čakovec ist ein Damenhandballverein aus der nordkroatischen Stadt Čakovec. Das Namenskürzel „ŽRK“ steht für „Ženski Rukometni Klub“, zu deutsch: Damenhandballverein. Frühere Namen des Vereins waren RK Tegra Čakovec, Tegra ist eine Baufirma die als Hauptsponsor Namensrechte erhielt.

## Geschichte
Ab der neuen Saison 2014/15 spielte man erstmals in der 1. kroatischen Handballliga der Damen.

## Erfolge
- Jugendmeister Kroatien: 2010, 2012, 2013

## Halle
Die Sporthalle von Čakovec befindet sich in der Športska ul. 1, 40000, Čakovec, (Sportstraße Nr. 1). Die Tribüne befindet sich auf einer Seite der Halle. Außer vom Handballverein wird die Halle auch von der Realschule sowie von anderen Sportvereinen aus Čakovec genutzt.

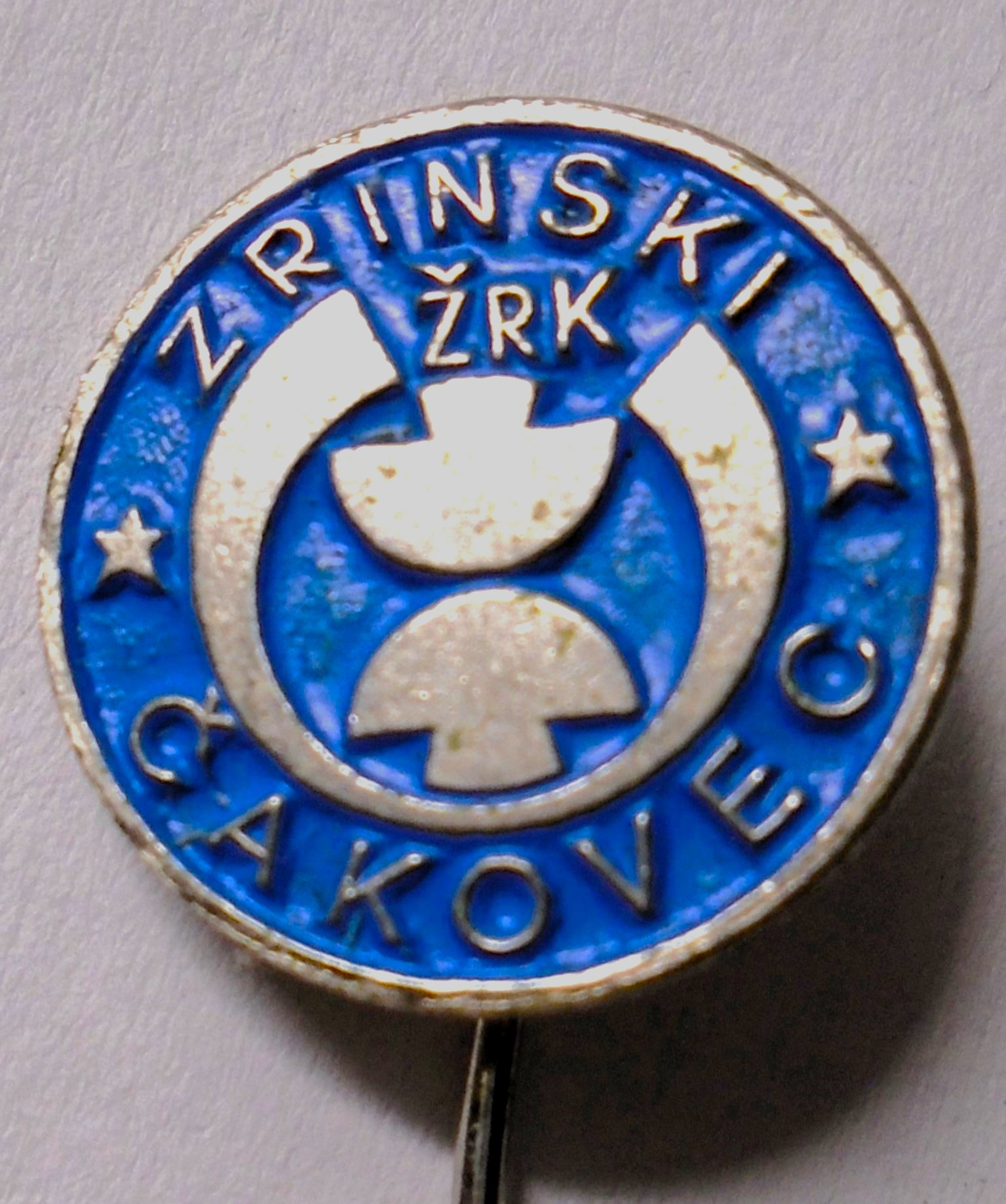
Ehemaliges Ansteckerabzeichen des ŽRK Zrinski-Damenhandballvereins